# Rhynchosia stipata
Rhynchosia stipata är en ärtväxtart som beskrevs av Robert Desmond Meikle. Rhynchosia stipata ingår i släktet Rhynchosia och familjen ärtväxter. Inga underarter finns listade i Catalogue of Life.